# 274213 Satriani
274213 Satriani este o planetă minoră (asteroid) din centura de asteroizi. A fost descoperită pe 5 mai 2008 la Nogales de Jean-Claude Merlin⁠(d) și a fost numită după Joe Satriani. 
Obiectul prezintă o orbită caracterizată de o semiaxă mare de 2,1371311472685 UAi, o excentricitate de 0,04, o înclinație de 1,1 ° în raport cu ecliptica.